# جواهر الحكمة في نظم كليلة ودمنة
جواهر الحكمة في نظم كليلة ودمنة هو كتاب للشاعر الفلسطيني محمد شريم، وهو نظم شعري لمحتوى كتاب كليلة ودمنة من حكايات وحِكم. يقع الكتاب في 321 صفحة ويضم 3568 بيتاً من الشعر العمودي، على بحور شعرية مختلفة وحروف رويّ متعددة.

## المحتوى
يتكون الكتاب من قسمين، حيث أن القسم الأول هو نظم الكتاب، والقسم الثاني يضم ما يعرف بـ «خزانة جواهر الحكمة» والتي تمثل الحكم الشعرية المقتبسة من أبواب الكتاب، وكذلك «صناديق جواهر الحكمة» الذي يضم تصنيفاً للحكم الشعرية وفق موضوعاتها والبالغ عددها 554 موضوعاً.